# لقط المرجان فى أحكام الجان (كتاب)
لقط المرجان في أحكام الجان هو كتاب من تأليف الإمام جلال الدين السيوطي، يتناول فيه موضوع الجن وأحكامهم في ضوء الكتاب والسنة. يُعتبر هذا الكتاب من أشهر وأشمل المصنفات التي تناولت عالم الجن وأسراره وخفاياه.

## محتوى الكتاب
يتناول الكتاب عدة مواضيع تتعلق بالجن، منها:
تعريف الجن وأصل خلقهم.
أنواع الجن وأصنافهم.
أحكام التعامل مع الجن.
قصص وأحداث تتعلق بالجن مذكورة في القرآن والسنة.